# Bahnstrecke Biederitz–Trebnitz
| Denkmalgeschützter Bahnhof in Gommern |                      |                                                                       |                                                                       |
| |                      |                                                                       |                                                                       |
| Streckennummer: | 6410                 |                                                                       |                                                                       |
| Kursbuchstrecke (DB): | 254                  |                                                                       |                                                                       |
| Kursbuchstrecke: | 156 (1934)           |                                                                       |                                                                       |
| Streckenlänge: | 30,3 km              |                                                                       |                                                                       |
| Spurweite: | 1435 mm (Normalspur) |                                                                       |                                                                       |
| Streckenklasse: | D4                   |                                                                       |                                                                       |
| Stromsystem: | 15 kV, 16,7 Hz ~     |                                                                       |                                                                       |
| |                      |                                                                       |                                                                       |
| \| \| \| von Magdeburg \| \| \| \| 0,0 \| Biederitz Keilbahnhof \| Biederitz Keilbahnhof \| \| \| \| nach Potsdam \| \| \| \| \| nach Magdeburg-Buckau \| \| \| \| \| nach Loburg \| \| \| \| \| Bundesstraße 1 \| \| \| \| 4,4 \| Königsborn \| Königsborn \| \| \| \| Bundesstraße 246 \| \| \| \| 8,0 \| Wahlitz (mit Bk) \| Wahlitz (mit Bk) \| \| \| \| Bundesstraße 184, Bundesstraße 246a \| \| \| \| 13,2 \| Gommern \| Gommern \| \| \| \| nach Loburg (Kleinbahnen des Kreises Jerichow I) \| \| \| \| \| nach Pretzien (Kleinbahn Gommern–Pretzien) \| \| \| \| \| Ehle \| \| \| \| 16,7 \| Bk Dannigkow \| Bk Dannigkow \| \| \| 19,8 \| Prödel (mit Bk, ehem. Bf) \| Prödel (mit Bk, ehem. Bf) \| \| \| 22,3 \| Lübs (b Magdeburg) (mit Bk, ehem. Bf) \| Lübs (b Magdeburg) (mit Bk, ehem. Bf) \| \| \| 26,1 \| nach Wiesenburg \| nach Wiesenburg \| \| \| 26,9 \| Güterglück Blankenheim–Berlin \| Güterglück Blankenheim–Berlin \| \| \| 27,4 \| von Güsten \| von Güsten \| \| \| 27,8 \| Güterglück (geplant) \| Güterglück (geplant) \| \| \| \| \| \| \| \| 30,3 0,0 \| Bk Trebnitz (Streckenwechsel 6410/6411) ehem. Grenze Preußen / Anhalt \| Bk Trebnitz (Streckenwechsel 6410/6411) ehem. Grenze Preußen / Anhalt \| \| \| \| \| \| \| \| \| nach Leipzig Hbf \| \| |                      |                                                                       |                                                                       |
| |                      | von Magdeburg                                                         |                                                                       |
| Bahnhof | 0,0                  | Biederitz Keilbahnhof                                                 | Biederitz Keilbahnhof                                                 |
| Abzweig geradeaus und nach links |                      | nach Potsdam                                                          | nach Potsdam                                                          |
| Abzweig geradeaus und ehemals nach rechts |                      | nach Magdeburg-Buckau                                                 | nach Magdeburg-Buckau                                                 |
| Abzweig geradeaus und nach links |                      | nach Loburg                                                           | nach Loburg                                                           |
| Bahnübergang |                      | Bundesstraße 1                                                        | Bundesstraße 1                                                        |
| Bahnhof | 4,4                  | Königsborn                                                            | Königsborn                                                            |
| Bahnübergang |                      | Bundesstraße 246                                                      | Bundesstraße 246                                                      |
| Haltepunkt / Haltestelle | 8,0                  | Wahlitz (mit Bk)                                                      | Wahlitz (mit Bk)                                                      |
| Strecke mit Straßenbrücke |                      | Bundesstraße 184, Bundesstraße 246a                                   | Bundesstraße 184, Bundesstraße 246a                                   |
| Bahnhof | 13,2                 | Gommern                                                               | Gommern                                                               |
| Abzweig geradeaus und ehemals nach links |                      | nach Loburg (Kleinbahnen des Kreises Jerichow I)                      | nach Loburg (Kleinbahnen des Kreises Jerichow I)                      |
| Abzweig geradeaus und ehemals nach rechts |                      | nach Pretzien (Kleinbahn Gommern–Pretzien)                            | nach Pretzien (Kleinbahn Gommern–Pretzien)                            |
| Brücke über Wasserlauf |                      | Ehle                                                                  | Ehle                                                                  |
| ehemalige Blockstelle | 16,7                 | Bk Dannigkow                                                          | Bk Dannigkow                                                          |
| Haltepunkt / Haltestelle | 19,8                 | Prödel (mit Bk, ehem. Bf)                                             | Prödel (mit Bk, ehem. Bf)                                             |
| Haltepunkt / Haltestelle | 22,3                 | Lübs (b Magdeburg) (mit Bk, ehem. Bf)                                 | Lübs (b Magdeburg) (mit Bk, ehem. Bf)                                 |
| Abzweig geradeaus und ehemals nach links | 26,1                 | nach Wiesenburg                                                       | nach Wiesenburg                                                       |
| Turmbahnhof geradeaus unten (Querstrecke außer Betrieb) | 26,9                 | Güterglück Blankenheim–Berlin                                         | Güterglück Blankenheim–Berlin                                         |
| Abzweig geradeaus und ehemals von rechts | 27,4                 | von Güsten                                                            | von Güsten                                                            |
| ehemaliger Haltepunkt / Haltestelle | 27,8                 | Güterglück (geplant)                                                  | Güterglück (geplant)                                                  |
| |                      |                                                                       |                                                                       |
| ehemalige Blockstelle | 30,3 0,0             | Bk Trebnitz (Streckenwechsel 6410/6411) ehem. Grenze Preußen / Anhalt | Bk Trebnitz (Streckenwechsel 6410/6411) ehem. Grenze Preußen / Anhalt |
| |                      |                                                                       |                                                                       |
| |                      | nach Leipzig Hbf                                                      |                                                                       |

Die Bahnstrecke Biederitz–Trebnitz ist eine zweigleisige, elektrifizierte Hauptbahn in Sachsen-Anhalt. Die Strecke beginnt in Biederitz bei Magdeburg und verläuft über Güterglück in Richtung Dessau-Roßlau. Ihren nominalen Endpunkt hat sie bei Trebnitz an der ehemaligen Landesgrenze zwischen dem Herzogtum Anhalt und Preußen, wo sie in die Bahnstrecke Trebnitz–Leipzig übergeht.

## Geschichte
Die Strecke von Biederitz bis zur damaligen preußisch/anhaltischen Grenze bei Trebnitz wurde von der Berlin-Potsdam-Magdeburger Eisenbahn-Gesellschaft gebaut und ging am 1. Juli 1874 zunächst eingleisig in Betrieb. Zeitgleich eröffnete die Berlin-Anhaltische Eisenbahn-Gesellschaft den Streckenabschnitt von der Grenze bis Zerbst. Dort bestand Anschluss an die bereits am 1. November 1863 eröffnete Strecke von Roßlau an der Elbe 1882 übernahmen die Preußische Staatsbahnen die Strecke.
Die schon früh zweigleisig ausgebaute Strecke wurde 1923 als Teil der Verbindung Leipzig–Dessau–Magdeburg elektrifiziert. 1946 wurde der elektrische Betrieb im gesamten mitteldeutschen Netz wieder eingestellt, die Anlagen wurden auf nicht schonende Weise abgebrochen und als Reparationsleistung an die UdSSR abgegeben. Gleichzeitig wurde das zweite Streckengleis abgebaut.
In den 1970er Jahren wurde das zweite Gleis wieder verlegt. Am 15. April 1975 wurde auch der elektrische Betrieb zwischen Magdeburg Neustadt und Zerbst wieder aufgenommen.

## Streckenverlauf

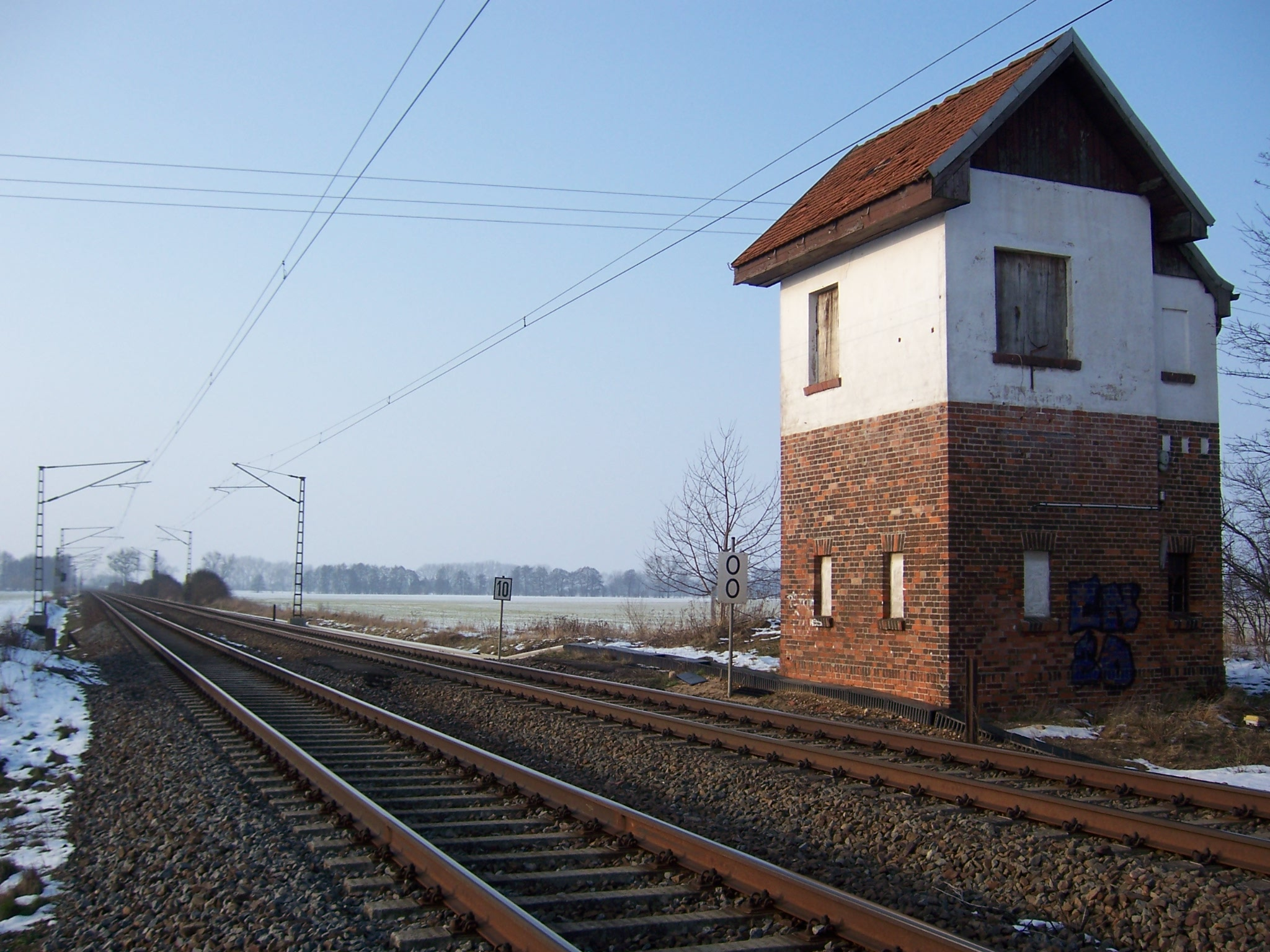
Streckenende an der ehemaligen Blockstelle Trebnitz

Die Strecke verläuft nach dem Abzweig des Nebenbahngleises in Richtung Altengrabow auf ganzer Länge in Richtung Südosten und nach Kreuzen der Bundesstraße 1 weitestgehend parallel zur Bundesstraße 184, die sie bei Gommern unterquert. Zuvor wird bei Königsborn die Bundesstraße 246 niveaugleich gekreuzt. Im Bahnhof Güterglück, einem ehemaligen Turmbahnhof, wird die in diesem Bereich stillgelegte Bahnstrecke Berlin–Blankenheim (Kanonenbahn) unterquert. Nach weiteren etwa drei Kilometern endet die Strecke an der ehemaligen Blockstelle Trebnitz nördlich des gleichnamigen Dorfes und geht nach Kilometerwechsel unmittelbar in die Bahnstrecke Trebnitz–Leipzig über.

## Betrieb
Von 1993 bis 1995 diente der Abschnitt von Biederitz bis zur Kanonenbahn-Verbindungskurve bei Güterglück dem Fernverkehr mit ICE- und InterCity-Zügen von Westdeutschland nach Berlin, da bis zur Ertüchtigung der Bahnstrecke Berlin–Magdeburg die Strecke Güterglück–Belzig–Berlin-Wannsee als Umleitungsstrecke mit bis zu 160 km/h Höchstgeschwindigkeit genutzt wurde. Ab 1994 gab es auch ein Interregio-Zugpaar mit sich nahezu jährlich änderndem Laufweg zwischen dem sächsisch-ostthüringischen und dem nordwestdeutschen Raum. Dieser Fernzug hielt zwischen Magdeburg und Dessau lediglich in Zerbst.
Aktuell wird diese Strecke im Personenverkehr von der DB Regio Südost unter dem Markennamen Elbe-Saale-Bahn befahren. Im Stundentakt verkehrt die Regional-Express-Linie RE 13 (Magdeburg–Dessau–Leipzig), sowie in der Hauptverkehrszeit zusätzlich mit einigen Fahrten die Linie RE 14 (Magdeburg–Lutherstadt Wittenberg).

## Ausblick
Durch den Ausbau des Ostkorridors für den Güterverkehr von und zu den deutschen Seehäfen sowie der Bahnstrecke Węgliniec–Roßlau nach Osteuropa wird die Auslastung in den nächsten Jahren weiter steigen. Wegen der daraus resultierenden längeren Schließzeiten und des zunehmenden Straßenverkehrs sollen weitere Bahnübergänge durch Brücken ersetzt werden.
Da die Anlagen des Turmbahnhofs Güterglück abgängig sind, wollte die Deutsche Bahn ursprünglich bereits Ende 2017 den Personentunnel verfüllen und den nördlichen Bahnsteig außer Betrieb nehmen. Der Neubau einer Brücke an der bestehenden Verkehrsstation wurde aber verworfen. Stattdessen sollen neue, ortsnähere Bahnsteige gebaut werden, die ebenerdig und damit barrierefrei vom Bahnübergang Moritzer Straße zugänglich sind. Da sich deren Bau verzögert, wurde Ende 2018 eine provisorische Überführung errichtet.